# Jerry Weiss
Jerry Weiss, es un trompetista, violinista y trombonista norteamericano, nacido en New York, el 1 de mayo de 1946
En 1967 se incorpora al proyecto jazz rock de Al Kooper, la banda Blood, Sweat & Tears, con quienes graba un LP, Child is father to the man. En 1968 abandona la banda, graba con Moby Grape y The McCoys y forma el grupo Ambergris, junto a Larry Harlow y Jimmy Maeulen, en la misma línea que BS&T, con quienes graba un disco llamado igual que la banda, para Paramount. A comienzo de los años 1970, actúa como parte de la banda de Les  DeMerle, con quien graba un disco ("Spectrum", 1970). Después trabajará nuevamente con Al Kooper (Al's Big Deal, 1975). A partir de entonces, el abuso de las drogas y una enfermedad mental, nunca diagnosticada, lo apartan de la escena musical, a la que sólo regresará muy puntualmente, publicándose un par de discos en los que aparece con Lawer Hamilton (2002, tocando violín) y Frankie Cicala (2007).